# Tomás Regalado
Tomás Herculano de Jesús Regalado Romero, conocido como Tomás Regalado (Santa Ana, 7 de noviembre de 1861-El Jícaro, Jutiapa, 11 de julio de 1906) fue un militar, estadista y político salvadoreño.
Fue uno de los conspiradores que el 29 de abril de 1894 participó en el derrocamiento del gobierno de Carlos Ezeta y Antonio Ezeta, dentro del movimiento llamado de "Los 44". Ocupó la presidencia de la República, como Presidente Provisorio, al liderar el movimiento que derrocó al presidente general Rafael Antonio Gutiérrez, desde el 14 de noviembre de 1898 al 28 de febrero de 1899, siendo posteriormente electo para el período presidencial 1899-1903, tras el cual ocupó el cargo de mayor general del Ejército hasta su muerte.
Ferviente unionista centroamericano, cuyo ideal era una patria centroamericana bajo el liderazgo de El Salvador, considerado como el Último Caudillo de Cuscatlán.
Tomás Regalado fue el primer caudillo impuesto, de los muchos, por la naciente oligarquía salvadoreña cuando sus intereses amenazados. Odiaba a Guatemala y en una reunión de líderes centroamericanos en Corinto, amenazó públicamente al representante guatemalteco con anexarse Puerto Barrios en Guatemala, y ésta, y los demás países, le declararon la guerra comenzando la última guerra criollicida del siglo XIX. En el plano nacional Regalado terminó de abolir los ejidos comunales indígenas, o sea, lo único que les había quedado de los españoles. El robo de los ejidos fue una tarea comenzada por su predecesor Gutiérrez. Pero el cuto confiscó y vendió a precios ridículos las recién robadas tierras de los ejidos indígenas y tierras del gobierno a su familia y allegados. En San Salvador, por ejemplo, las fértiles tierras que conforman las zonas hoy conocidas como colonias Escalón y San Benito eran ejidos indígenas, el cuto  Regalado se las robó y las cedió a miembros directos de su familia y familias afines. Esto hizo poderosa a su familia, la cual posteriormente se unió a través del matrimonio a la familia oligarca Dueñas y nació una nefasta clase explotadora en donde un grupúsculo se enriqueció, empobreciendo aún más a una mayoría del pueblo salvadoreño. No fue tonto pues reorganizó y armó bien al ejército para reprimir a sangre y fuego cualquier intento de derrocarlo. Permitió que familiares suyos, familias de los "44", ricos hacendados, y otras poderosas familias criollas, emparentadas o afines a la suya, se apoderaran del comercio internacional del café y de otras vitales importaciones, virtualmente cediendo el comercio exterior a una naciente oligarquía que comenzó a poner y quitar ministros a su antojo, en connivencia con los presidentes de turno.

## Infancia y juventud

### Nacimiento

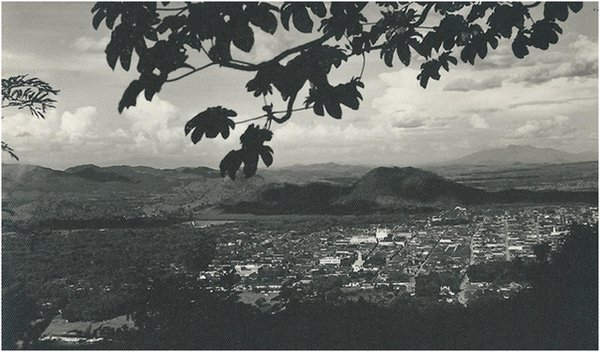
La ciudad de Santa Ana

Tomás Herculano de Jesús nació el 7 de noviembre de 1861, como segundo hijo de don Tomás Regalado y doña Petrona Romero de Regalado, y que probablemente nació en la casa ahora marcada con el número ocho de la 7.a calle Poniente, que antiguamente se prolongaba hasta la 2.a avenida Sur y 3.a y 5.a calle Poniente de la ciudad de Santa Ana, una propiedad que perteneció por mucho tiempo a la familia Regalado, en el seno de una de las familias más antiguas de la ciudad de Santa Ana.

### Primeros años de su vida
Sus años infantiles transcurrieron entre la casa señorial y las fincas y bosques propiedad de su familia, se sabe que don Tomás Regalado padre era propietario de la Hacienda Ayuta, muy cercana a la ciudad, de la finca Santa Lucía y de otras propiedades menores, donde se dedicaba al cultivo de caña, añil y café, sus primeras letras las recibió de la señorita Mariquita Alvarado, que fue posteriormente su madrina de confirmación.

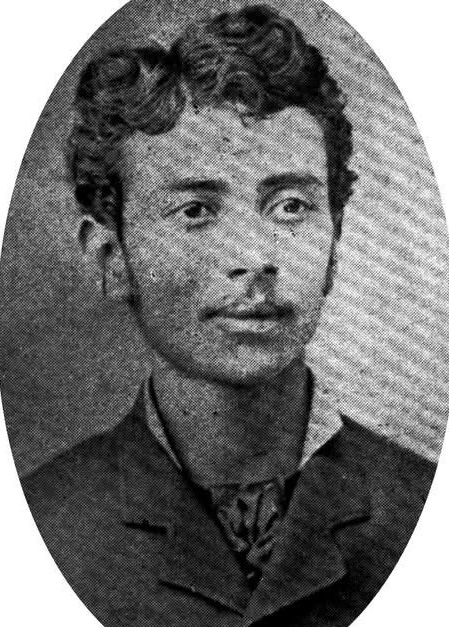
Un joven Tomás Regalado Hércules futuro presidente de El Salvador

Posteriormente asistió al famoso colegio que en su época había fundado el educador de origen cubano Manuel Trujillo, que se caracterizó por un régimen de normas y conductas casi militares, conociendo a muchos jóvenes que después figurarían en la política salvadoreña, cuando egresó de la escuela decidió seguir la carrera militar, lo cual aplazó temporalmente por la súbita muerte de su hermano Felicito para dedicarse a las labores agrícolas y ayudar a su padre, que ya era una persona de muchos años.
Tomás era un joven sumamente delgado, de estatura mediana, piel trigueña, grandes ojos negros, cabello ligeramente rizado.

### El Accidente en el Trapiche
Fue durante su adolescencia cuando sucedió el accidente que marco el resto de su vida. Era el tiempo de molienda, cuando aún era medianoche el joven Tomás se levantó para realizar las tareas que su padre le había encomendado en la molienda familiar, y fue ahí cuando en cuestión de segundos su mano izquierda fue aprisionada por el cilindro triturador del trapiche, en un acto de valentía, y para evitar males mayores desenvaino su machete, y ante el horror de los mozos que tiritaban de frío, se amputó cuatro dedos de la mano izquierda, conservando el dedo pulgar. Desde entonces se le conoció con el sobrenombre de El Cuto Regalado.
De este accidente, del cual existen muchas versiones, fue un acicate para que nadie pudiera igualarle en el ejercicio de las armas y en la realización de acciones temerarias, con las cuales reafirmaba su personalidad.

## Carrera militar

### Estudios Militares

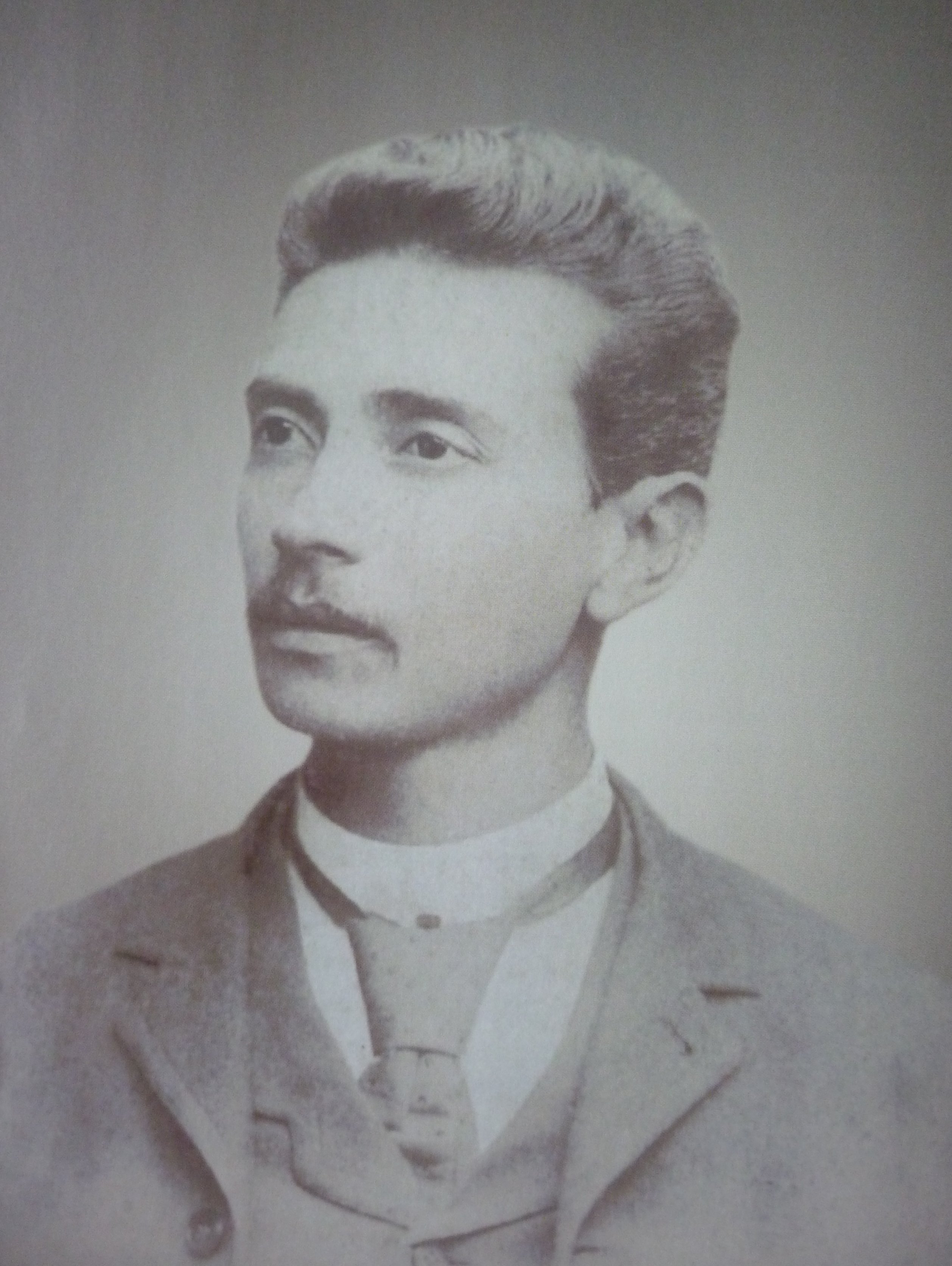
El general Regalado, cuando se graduó de la Escuela Politécnica Militar.

Ingresa en la Escuela Politécnica Militar en el año de 1881, egresando en 1884, en 1882 abandona brevemente el país para acompañar a su hermano menor Santiago, quien iniciaría sus estudios en la Universidad de Berkeley, San Francisco, California.

### La Guerra con Guatemala
El presidente Rafael Zaldívar llevaba varios años en la presidencia del país, convocando Asambleas Constituyentes para su reelección, lo cual unido a su estilo de gobernar y su dependencia del Gobierno de Guatemala, había creado mucho descontento en la población, organizándose un grupo de opositores liderados por el general ahuchapaneco Francisco Menéndez al mismo tiempo inicia el distanciamiento entre Zaldívar y el presidente de Guatemala general Justo Rufino Barrios, quien pretendía lograr a toda costa la aventura de la unión centroamericana.
La situación se complicó cuando el reformador de Guatemala, como era llamado el general Barrios, declaró unilateralmente la República de Centro América asumiendo el mando absoluto de la hipotética nación el 28 de febrero de 1885; dicho proyecto sin embargo encontró serios obstáculos de parte de Nicaragua y Costa Rica.
Zaldívar sabía que acuerpar el proyecto del general Barrios era su suicidio político, por lo que le fue dando largas a las presiones del general Barrios, la cuestión empeoró cuando los miembros de su gabinete y el Poder Legislativo salvadoreño no aprobaron el proceder el gobierno guatemalteco, sino que al contrario, contra su voluntad, autorizó el despliegue de las tropas salvadoreñas contra las de Guatemala.
Regalado, con grado en ese entonces de subteniente, se unió a las armas que defendían la soberanía salvadoreña en el arma de artillería, bajo las órdenes del capitán francés Albert Toufflet, dicha acción finalizó con la súbita muerte del general Barrios, el 2 de abril de 1885.

### La Revolución de 1885
La aparente victoria de las armas salvadoreñas, consecuencia de la muerte del general en jefe del ejército guatemalteco, y que hubiera significado el prestigio del gobierno de Zaldívar, no fue más que el principio de su caída, ya que dicha victoria militar solo trajo consigo brotes revolucionarios que dieron el golpe de gracia a su administración.
El general Lisandro Barillas, sucesor del general Barrios y archienemigo de Zaldívar entregó al general Francisco Menéndez quinientos fusiles y cincuenta mil cartuchos para el inicio de la revolución contra Zaldívar.
En esta acción, según el boletín que da cuenta de la toma de la plaza de Chalchuapa por el ejército libertador el 11 de mayo de 1885 se encuentra el entonces mayor Tomás Regalado Romero.

### El Gobierno del general Menéndez
Una vez culminada la revolución, con la entrada a San Salvador del general Menéndez el 22 de junio de 1885 Regalado regreso a sus actividades agrícolas, y vivió durante este período entre las actividades político-militares y el trabajo de las propiedades de su familia, junto a sus hermanos Marcial y José María.
En el año de 1889 fue elegido como regidor de la municipalidad de Santa Ana y en diciembre de ese año se le designó para ocupar el puesto de Alcalde por doce días, por incapacidad del alcalde Francisco Pérez.

## El gobierno de Ezeta y la Gesta de los 44

### Exilio en Europa
Carlos Ezeta había asumido el poder el 23 de junio de 1890 tras una enfermedad prolongada y la muerte por infarto del general Menéndez días después de la pacífica toma del mando; su hermano, el también general Antonio Ezeta, asumió la Vicepresidencia y traslada su despacho oficial a la ciudad de Santa Ana, donde era responsable, antes de la revolución que llevó al poder al general Carlos Ezeta, estos eran muy amigos de la familia Regalado; pero la situación cambio después del golpe, ya que durante el asalto de las tropas rebeldes al Palacio Presidencial, la noche del 22 de junio de 1890 Regalado se puso a las órdenes del coronel Francisco Martínez, jefe de la Guardia de Honor del general Francisco Menéndez aunque poco después de iniciar la defensa del Palacio, el general Menéndez cayó fulminado por un infarto;

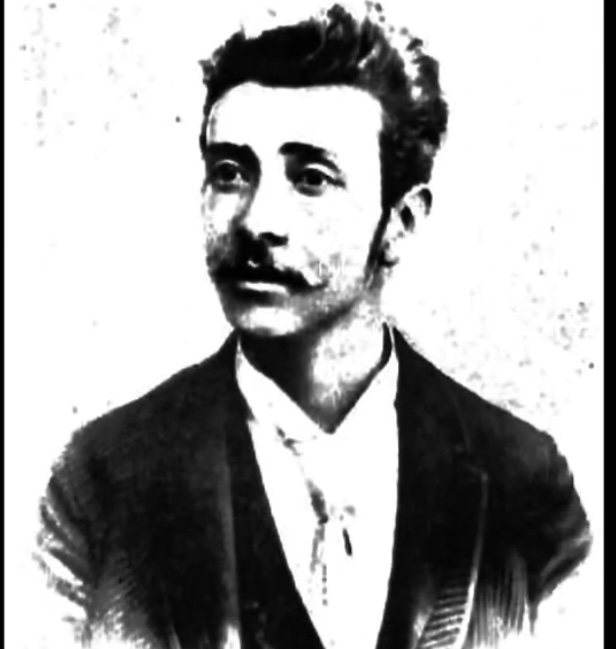
Regalado Durante su estadía en Francia.

Posteriormente Regalado regresa a Santa Ana y fue por ahí donde Antonio Ezeta le declara traidor junto al que sería su cuñado, el doctor Francisco Reyes, quien fue su mano derecha.
Regalado estuvo dos meses en prisión, periodo después del cual, y comprendiendo el peligro que representaba para su vida continuar en El Salvador, decide partir rumbo a Guatemala, para radicarse durante un tiempo en París, Francia, donde su hermano Eulalio, cursaba sus estudios de medicina en la Universidad de La Sorbona.

### Regreso de Regalado a Centroamérica
Después de pasar un tiempo con su hermano en Francia, Regalado decide regresar a Centroamérica en 1892 radicándose temporalmente en San José (Costa Rica), Costa Rica; posteriormente y con la ayuda de su madre, doña Petrona, se traslada a Guatemala, radicándose en la ciudad de Jutiapa, y es en esta localidad donde empieza a mantener contacto con todos los exiliados del régimen de Ezeta, es sabido que en su casa en dicha ciudad se reunían para analizar las posibilidades de derrocamiento de los hermanos Ezeta;
De Jutiapa, se traslada a Jalpatagua, donde compra una pequeña molienda asociado con el general Rafael Antonio Gutiérrez, al cual le unía una gran amistad; y es en esta población donde ambos generales –Regalado y Gutiérrez- se dedican a las actividades agrícolas y comerciales, en especial con la comercialización de panela y azúcar, actividades las cuales estuvieron estimuladas por el propósito de organizar la revolución contra los Ezeta, y fue en este último lugar donde se fraguó el movimiento posteriormente denominado “Los Cuarenta y Cuatro”.

### El derrocamiento de Ezeta

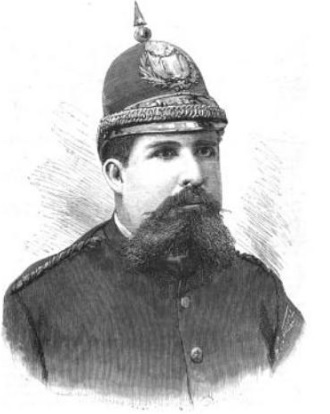
General Carlos Ezeta

Las reuniones en Jalpatagua dieron como resultado el plan para derrocar a la administración Ezeta, el cual consistía en dos acciones simultáneas: la captura del León de la Frontera, el vicepresidente y general Antonio Ezeta y la toma de la Comandancia Militar de Santa Ana, en la cual se concentraba buena cantidad de armamento de El Salvador, y en realidad era la plaza más importante después de San Salvador.
Las acciones se planificaron para ejecutarse la segunda quincena del mes de abril de 1894, antes del inicio de la temporada de lluvia, y se fijó como fecha de inicio el día 28, en horas de la noche; el ataque comenzaría al reventarse un cohete de vara y escucharse tres disparos, pero por las condiciones climáticas, ya que la noche de ese día llovió, mucha gente se dispersó y el golpe se retrasó.
Finalmente el estallido del cohete y los tres disparos se escucharon poco antes de las tres de la mañana del día 29 de abril de 1894, iniciando las operaciones bajo la consigna: “¡Abajo los Ezeta y viva el general Gutiérrez!”, entonces las fuerzas rebeldes se dirigen tanto a la comandancia militar como a la residencia de Antonio Ezeta; Regalado aunque tenía la misión de atacar la residencia de Ezeta al percatarse de que este no se encontraba, se une al asalto al cuartel, el cual estuvo dirigido por el general Lisandro Arévalo y el coronel Hilario Alfaro.
Antonio Ezeta, quien no se encontraba en su casa, al tener conocimiento del movimiento y creyendo que era el Ejército de Guatemala el que atacaba, huye hacia Coatepeque donde reagrupa sus fuerzas y recibe la ayuda de su hermano que le envía un contingente de San Salvador, comenzando los ataques a los insurgentes el 30 de abril, con una fuerza de dos mil quinientos hombres; es a partir de este día en que Santa Ana vive prácticamente sitiada por un lapso de cuarenta y dos días, en los cuales soportó todo tipo de males por su gran empatía a la causa rebelde y lo cual le ha valido el epíteto de La Ciudad Heroica, periodo durante el cual la actuación del general Regalado fue crucial para el triunfo rebelde.

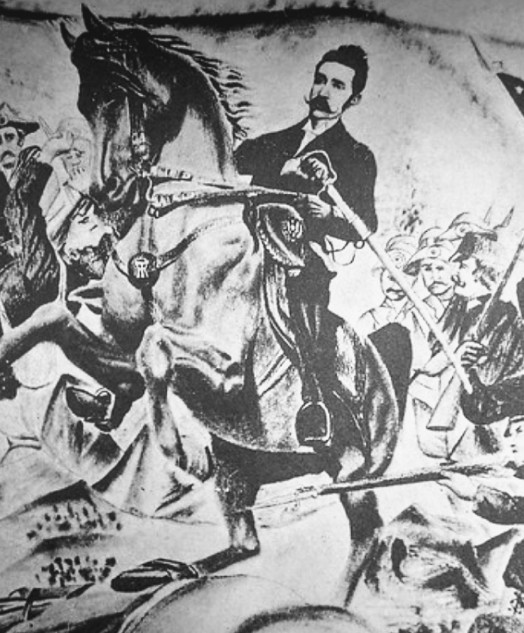
Imagen que representa la Revolución de los 44

Tras el periodo de lucha, los rebeldes asestan un golpe a las fuerzas del gobierno cuando a fines de mayo de 1894 tomaron control del cerro Malacoff, y posteriormente de El Chilamatal, hoy Ciudad Arce y el valle de Opico; fue tras la toma del cerro Malacoff que el ahora general Regalado interviene las comunicaciones entre los hermanos Ezeta, y acto seguido telegrafía al general Carlos Ezeta en nombre de su hermano Antonio, diciéndole que las fuerzas habían desertado y que él se dirigía a embarcarse a Acajutla; y a don Antonio le envió un mensaje que decía que los cuarteles de la capital se habían sublevado y que él (el general Carlos Ezeta) huía a tomar un barco en el puerto de La Libertad, dichos telegramas tuvieron un efecto inmediato ya que ambos generales abandonan el país por vía del Puerto de La Libertad con pocos días de diferencia saliendo Antonio hacia San Francisco California y Carlos hacia México invitado por su amigo el presidente mexicano don Porfirio Díaz, consolidando así el triunfo de los rebeldes e iniciando la presidencia del general Gutiérrez.

## Regalado y el general Gutiérrez

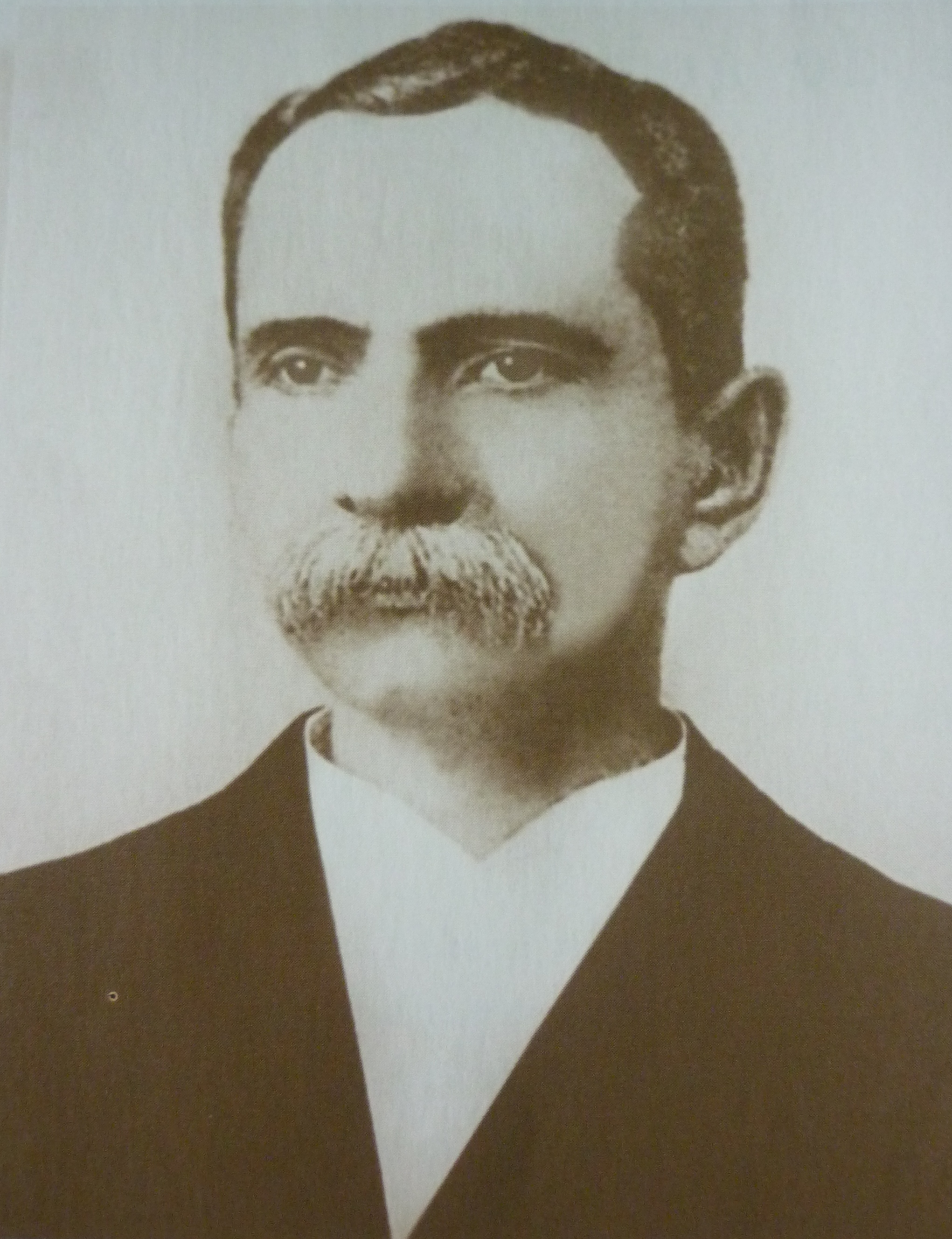
Rafael Antonio Gutiérrez, presidente de El Salvador (1894-1898). Fotografía de la época.

### La presidencia del general Gutiérrez
Una vez consolidado en la presidencia el general Gutiérrez hizo el nombramiento de su gabinete, y aunque el general Regalado no ocupó un puesto ministerial, participaba en el Consejo de Ministros y se le consultaba en toda actividad de importancia; no obstante fue nombrado jefe de la Primera Brigada de Artillería, que tenía su sede en el llamado Cuartel Quemado y donde hoy se encuentra construido el Palacio Nacional.
Rafael Antonio Gutiérrez era una persona honorable pero sencilla, quien al momento de designársele como presidente provisional declaró Ni siquiera he sido mandador de finca y quieren que dirija el país; aunque se sabe que fue Regalado quien impulso su candidatura como Jefe de los 44 y posteriormente como presidente provisional.

### Matrimonio con Concepción González

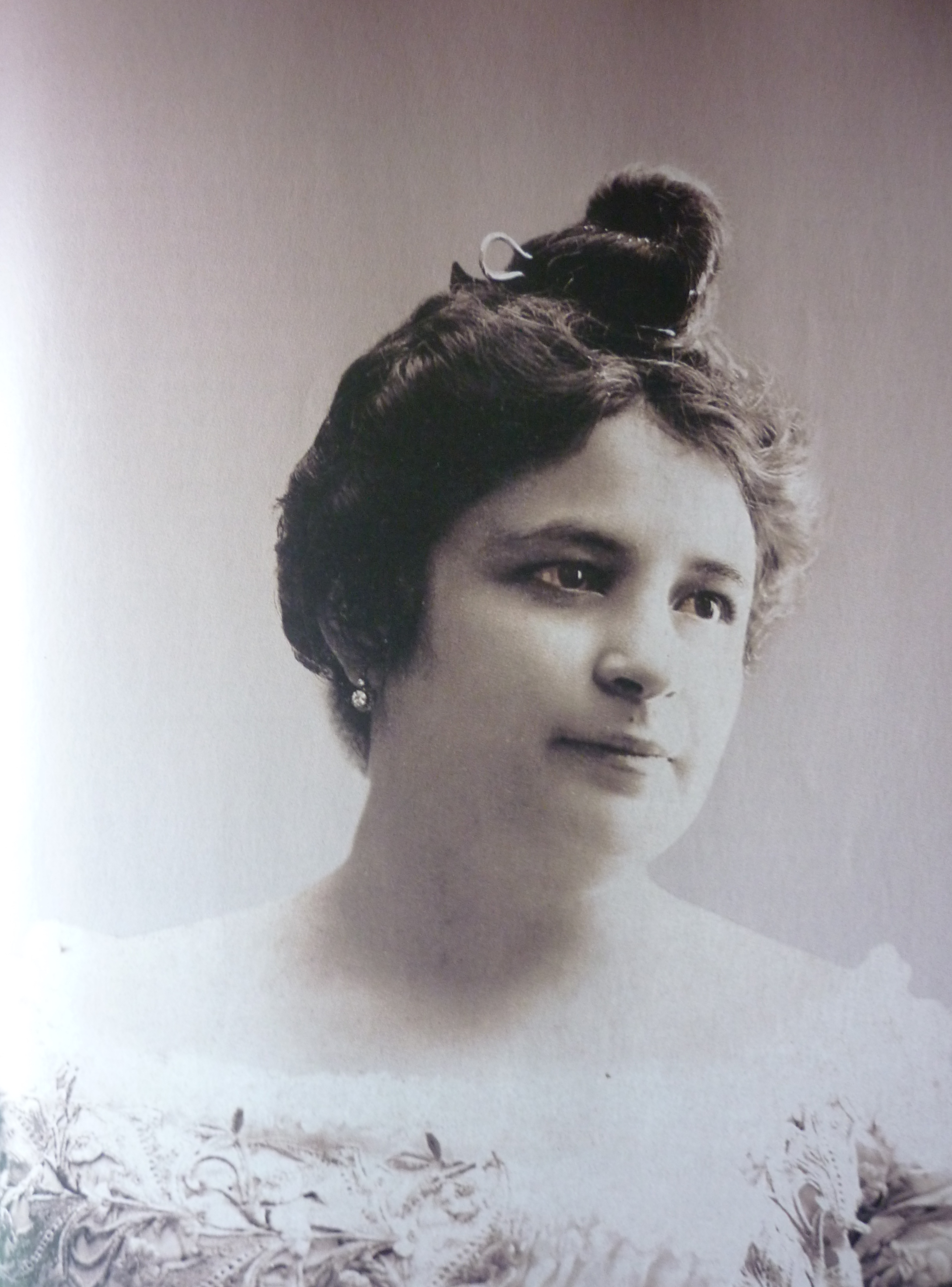
Concepción González Fortis, esposa del general Regalado. Fotografía de la época.

Los primeros meses de la presidencia de Gutiérrez fueron cruciales, ya que muchos militares intentaban una contrarrevolución ya sea restaurando a los Ezeta o aprovechando la coyuntura para provecho personal, entre ellas fue famosa una rebelión de las tropas capitalinas, la cual fue repelida antes de la entrada de Gutiérrez a San Salvador.
Una vez obtenido el triunfo, y consolidado Gutiérrez en la presidencia, el general Regalado se retira un poco a la vida privada, y se dedica a preparar su unión matrimonial con Concepción González Fortis, hija del mariscal y expresidente Santiago González y de Soledad Fortis, la boda se celebró el día 20 de noviembre de 1894, y el banquete de bodas fue atendido por el enigmático Justo Armas.
De este matrimonio nacerían dos hijos: María Milagro Regalado González, el 31 de mayo de 1900 y Tomás Regalado González el 3 de mayo de 1906.

### El intento de Unión Centroamericana 1894-1898
El proyecto de unión centroamericana fue auspiciado por el presidente hondureño general Policarpo Bonilla, quien en junio de 1895 invitó a una conferencia en el Puerto de Amapala a los presidentes de Centroamérica, a la cual solo asistieron los gobernantes de Nicaragua y El Salvador, dando como resultado el tratado de 20 de noviembre de 1895 que dio vida a la República Mayor de Centroamérica y que sería proclamada oficialmente el 11 de noviembre de 1898.
Sin embargo el nacimiento de esta nueva entidad federal tenía adversarios muy poderosos en El Salvador, en especial por el hecho en que el armamento de los Estados miembros sería conducido y acantonado en la ciudad de Chinandega, constituida en capital federal y en sede del ejército federal, lo cual para muchos militares salvadoreños ponía en desventaja al país frente a una eventual agresión militar por parte de Guatemala.
Así esta federación constituía un problema muy grave para la administración del general Gutiérrez, que sumado a la cuestión interna de la sucesión presidencial, provocaron la rebelión de 1898.

## Regalado en la Presidencia

### La Rebelión de 1898

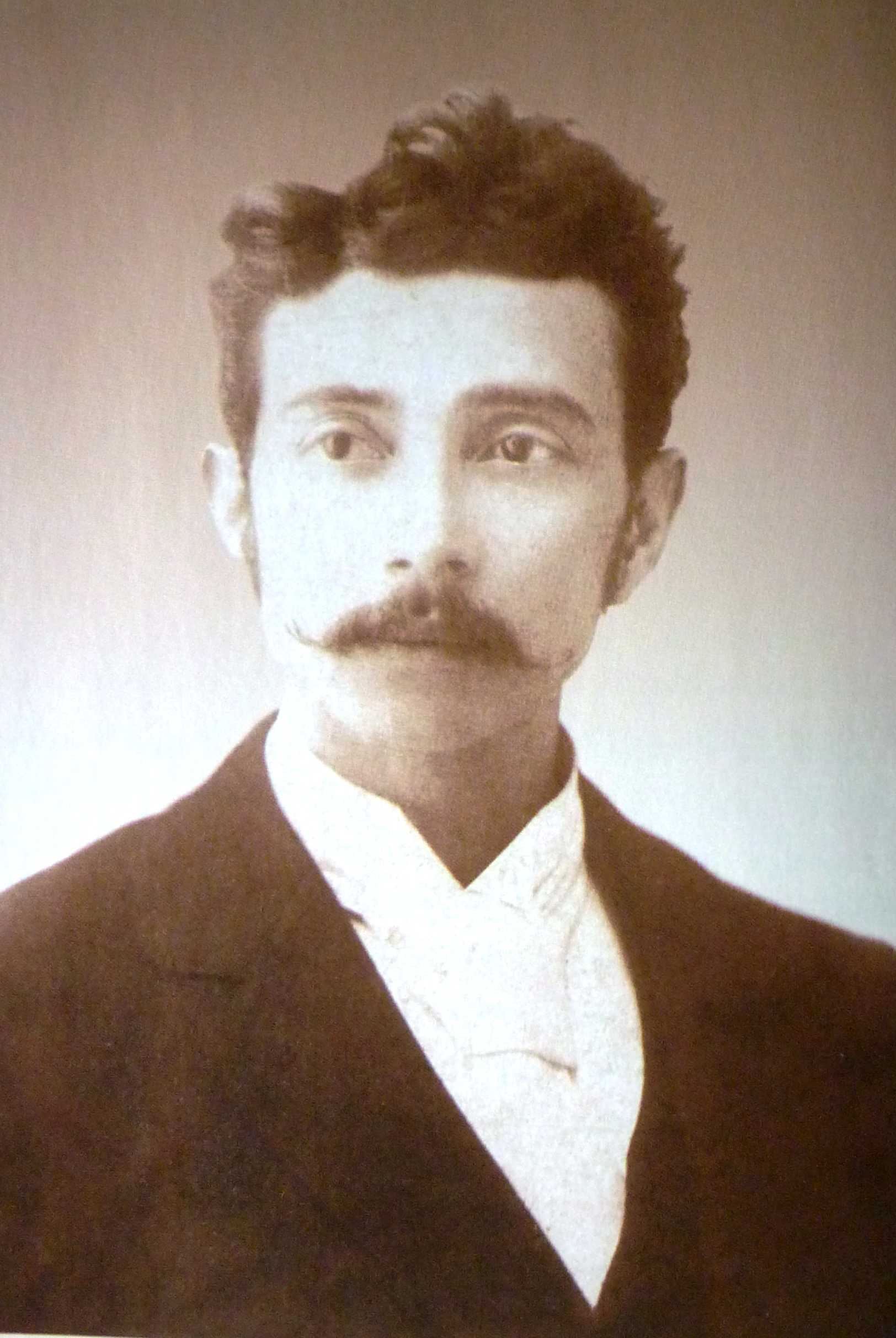
Fotografía del general Regalado, cuando asumió la presidencia del país.

El 5 de octubre de 1898 el general Regalado presenta su renuncia al cargo de Jefe de la Primera Brigada de Artillería, hecho por el cual el regaladismo cobra fuerza, y con ello su candidatura para la que sería la Gobernación del Estado de El Salvador, dentro de los Estados Unidos de Centroamérica.
Una vez proclamada la federación el 1 de noviembre de 1898, la cual se verificó con la mayor pompa posible, y que se cerró con un concierto de la banda de los Supremos Poderes en la hoy plazuela Morazán, en el centro de San Salvador; el general Regalado sufrió un atentado por parte de los partidarios del general Horacio Villavicencio, candidato a Gobernador de El Salvador, en la plaza de Armas, hoy Plaza Libertad, saliendo de dicho concierto; dicho plan para asesinar a Regalado falló, y el general Gutiérrez no se interesó por aclarar el asunto y mucho menos para castigar a los culpables.
Regalado, quien siempre tuvo en mente llegar un día a dirigir los destinos de El Salvador, y pretendía lograrlo por la vida legal, mediante votos que estaba seguro de que le darían la mayoría de los salvadoreños, y es que su popularidad se hizo eterna durante la Revolución de Los Cuarenta y Cuatro, nunca tuvo en mente el alzamiento en contra de su viejo amigo, pero con este atentado, la cuestión de la sucesión presidencial, ahora gobernación, y la cuestión referente al ejército federal, poco a poco lo distanciaron del general Gutiérrez. Regalado escribe a tal efecto una carta al ahora gobernador Gutiérrez con fecha 11 de noviembre, en la cual le expone dichas inquietudes.
La rebelión fue gestada por los coroneles Francisco Gómez y Jacinto Castro, los cuales contactaron al general Regalado, por medio del doctor Fidel Antonio Novoa Meléndez; Regalado, junto a su cuñado el Doctor Francisco Reyes, llegaron a San Salvador el 13 de noviembre, hospedándose en el Hotel Nuevo Mundo, ese mismo día Gutiérrez contesta la misiva del general Regalado, la cual se supone no leyó sino después de la rebelión.
La entrevista entre los coroneles Gómez y Castro con el general Regalado, se llevó a cabo en el Café Nacional; estando cerca, el coronel Gómez invitó al general para que lo acompañara al Cuartel Quemado, y resulta que estando en dicho cuartel llega sorpresivamente el gobernador Gutiérrez; el encuentro entre ambos líderes fue áspero, tenso y violento, posterior a dicho encuentro Regalado se dirigió al Hotel Nuevo Mundo, donde lo esperaba el coronel Antonio Ayala, quien le informó que los locales del partido regaladista estaban llenos de sus partidarios esperando que algo sucediera para apoyarlo de inmediato. Pasada la medianoche del día catorce, le dijo al coronel Ayala: si ve que entró en el cuartel, avise a los amigos, a su entrada en dicho Cuartel fue recibido entre consignas de ¡Viva el general Regalado!, dando inicio así a la rebelión que daría fin a la administración del general Gutiérrez, asumiendo la presidencia en forma provisional ese día en horas de la mañana. En 1902 los presidentes Zelaya y Regalado acordaron reunirse en Nicaragua con el propósito de discutir sobre la fundación de la República Mayor de Centroamérica pero con el verdadero fin de atacar a Estrada Cabrera. Sin embargo, Porfirio Díaz medió para que no se llegara a mayores, dado que luego de la Separación de Panamá de Colombia era evidente la intención de los Estados Unidos en utilizar su fuerza militar para ayudar a sus aliados.
Una historia curiosa del general Regalado ocurrió a finales de 1902, cuando lo encontraron durmiendo bajo un árbol en el camino de Jutiapa, en Guatemala. Existen dos versiones del hecho: en Guatemala, se dijo que el general Regalado, famoso dipsómano, en una noche de fiesta se montó en su mula y perdió el rumbo, terminando en Guatemala; en El Salvador, por su parte, se dijo que el general hizo esa «hombrada» para demostrarle a Estrada Cabrera que no le tenía miedo. Sea cual fuere el caso, Estrada Cabrera le rindió honores de jefe de Estado a Regalado, antes de que este regresara a El Salvador.
La Guerra del Totoposte de 1903 —9 de enero a 2 de abril— fue llamada así porque cuando El Salvador y México organizaron una invasión a Guatemala para derrocar a Estrada Cabrera, este movilizó cuarenta mil hombres a la frontera con El Salvador y quince mil a la mexicana, pero nunca se iniciaron las hostilidades, aunque sí se despilfarraron recursos: grandes cantidades de maíz (totoposte) fueron enviadas al frente para mantener a los soldados provocando la escasez del grano. La guerra del Totoposte en 1903 provocó escasez de maíz en el país y el trabajo de los obreros guatemaltecos fue contratado por el Gobierno con muy baja remuneración.

### Consolidación en la Presidencia

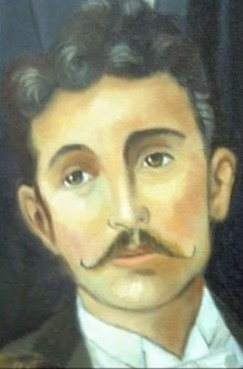
Se seleccionan para dominar hasta 6.000 hectáreas de plantaciones de café para familias y familias, repartidas en las tierras de seis provincias cafeteras diferentes del país [2]. Al final del mandato de Thomas Regalado, otros "barones del café" salvadoreños asumirán sucesivamente el mismo cargo presidencial, durante casi tres décadas, y tomarán medidas que fortalecerán el dominio del café sobre la economía del país mientras construyen importantes fortunas agrícolas.

Una vez consumado el golpe, Regalado nombra como ministro general al doctor Eugenio Araujo, y uno de sus primero actos en el gobierno fue separar a El Salvador de la federación, son sin prever primero una reacción de parte de Honduras y Nicaragua.
Una vez conjurado este peligro, y neutralizada una posible rebelión del general Villavicencio, comenzó a normalizarse la administración pública, asegurando la gobernabilidad de país y enfrentar así la crisis económica que afectaba a El Salvador. En las elecciones llevadas a cabo en el 8 de enero de 1899, Regalado obtuvo la mayoría de votos y en el 25 de febrero la Asamblea Nacional lo declaró electo como Presidente de la República, hoy constitucional en lugar de provisional. El doctor Francisco Antonio Reyes por elección de la Asamblea, pero renunció el cargo el mismo día, siendo admitida su renuncia por la Asamblea. Su presidencia fue inaugurada en la mañana del 1 de marzo.
Una de sus principales aciertos fue superar la crisis económica en que se encontraba el país, acrecentada por la quiebra del Banco Industrial; en materia fiscal aplicó fielmente los principios liberales, fomento la creación de juntas de fomento a fin de mejorar la agricultura e industria nacionales, convocó a los acreedores del estado a fin de que redujeran al cincuenta por ciento las amortizaciones para permitir el equilibrio de las finanzas; liberó los derechos sobre exportación del café, con el fin de incentivar su producción y calidad; y, promovió la reunión entre los presidentes centroamericanos, a fin de analizar el porqué de las alzas y bajas del café, un antecedente a los congresos cafetaleros.
A pesar de la ruptura de la Federación buscó nuevas formas para integrar Centroamérica bajo el liderazgo de El Salvador; dedicó especiales esfuerzos a la política exterior, nombrando como representante de El Salvador ante los gobiernos de Francia, Estados Unidos y México al expresidente doctor Rafael Zaldívar.
En materia de libertad de prensa, y a pesar de ser un régimen autoritario, fue muy amplia pero con las limitaciones propias de su tiempo; don José Figeac señala al respecto que el general Regalado no fue enemigo de la libertad de imprenta, ya que durante su administración circularon muchas publicaciones que atacaban tanto al gobierno y como a sus funcionarios.

### La rebelión del general Castro

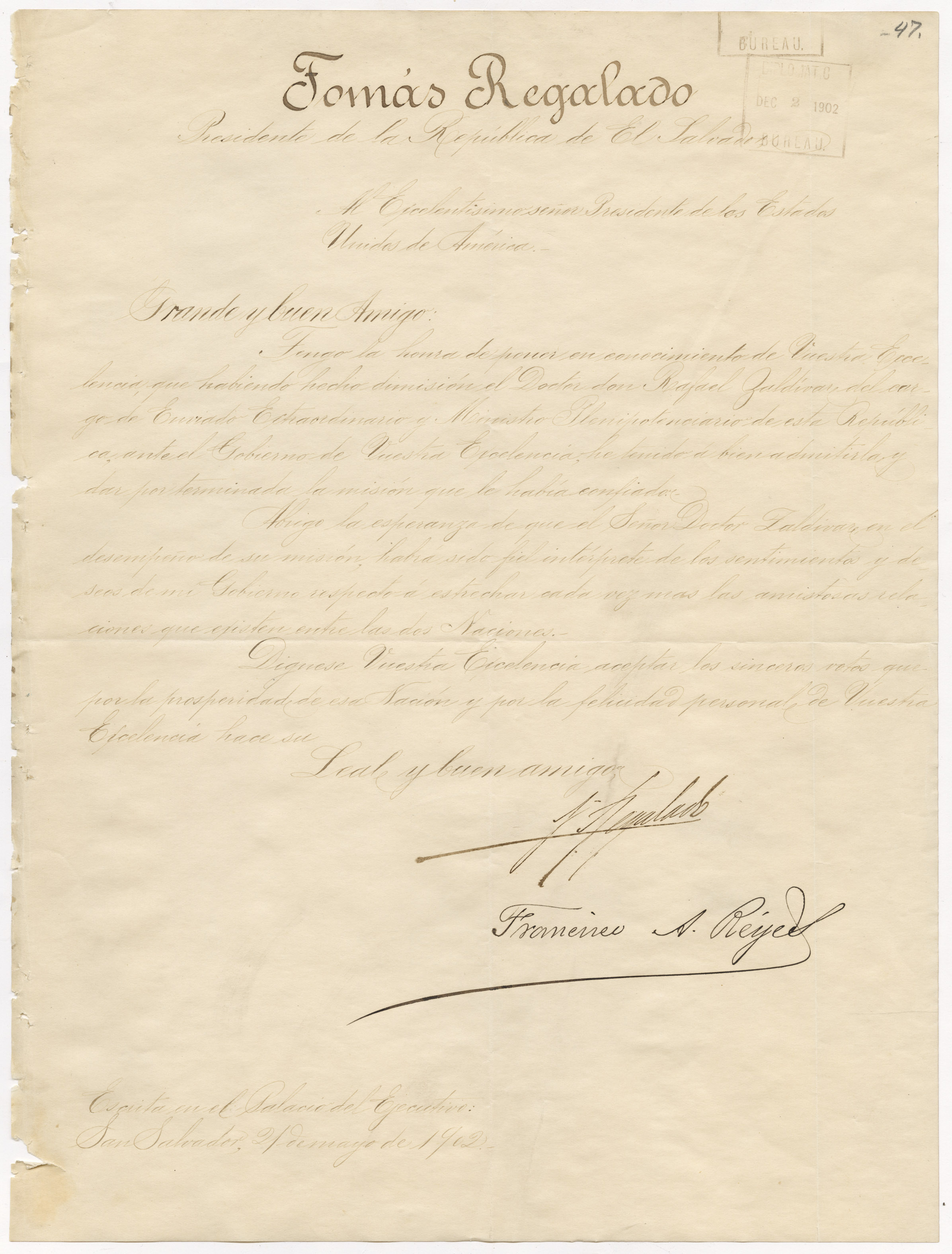
Carta del presidente Tomás Regalado al presidente de EE. UU. Theodore Roosevelt.

Regalado tenía una prueba reservada para el año de 1900, que desafiaría toda la fuerza de su carácter, sus sentimientos y su sentido de la razón de Estado, afectándole personalmente a él y a su familia, esa fue la fracasa rebelión del general Jacinto Castro, persona quien fue crucial para que el general diera el golpe de 1898.
Además de la amistad que unía a ambos militares por los sucesos de noviembre de 1898, estaba además el hecho en que Castro contraería matrimonio con María González Fortis, hermana de doña Concepción, esposa del general Regalado; ocupaba además el general Castro el cargo de subsecretario de Guerra y Marina, además de ser comandante de la Guardia de Honor.
Castro, quien probablemente tenía aspiraciones presidenciales, se autoproclama el 2 de septiembre de 1900 como Presidente Provisorio en la sede de la Guardia de Honor, intentando apoderarse de los cuarteles capitalinos, pero fracaso en su intento; en esos momentos el general Regalado se encontraba en Santa Tecla, visitando a don Ángel Guirola. Fracasada la rebelión, conforme a la normativa militar de la época, correspondía la pena de muerte.
Muchas personalidades pidieron por la vida del infortunado general, incluida su madre doña Petrona, su esposa, doña Concepción, su cuñada doña María, el obispo salvadoreño Pérez y Aguilar y muchas personalidades de la época; en palabras de Regalado si perdonaba al general Castro surgirían nuevos intentos para derrocarlo, lo cual significaría la ruptura de un procesos de ordenamiento económico y social, y que el país necesitaba entrar a una etapa de estabilidad. En efecto, posterior a la intentona del general Castro nadie intento un nuevo golpe de Estado.
Castro fue fusilado en el Campo de Marte, hoy Parque Infantil, a las seis de la tarde el 7 de septiembre de 1900, pidiendo como última gracia fumar un cigarrillo y dar él personalmente la orden de fuego.

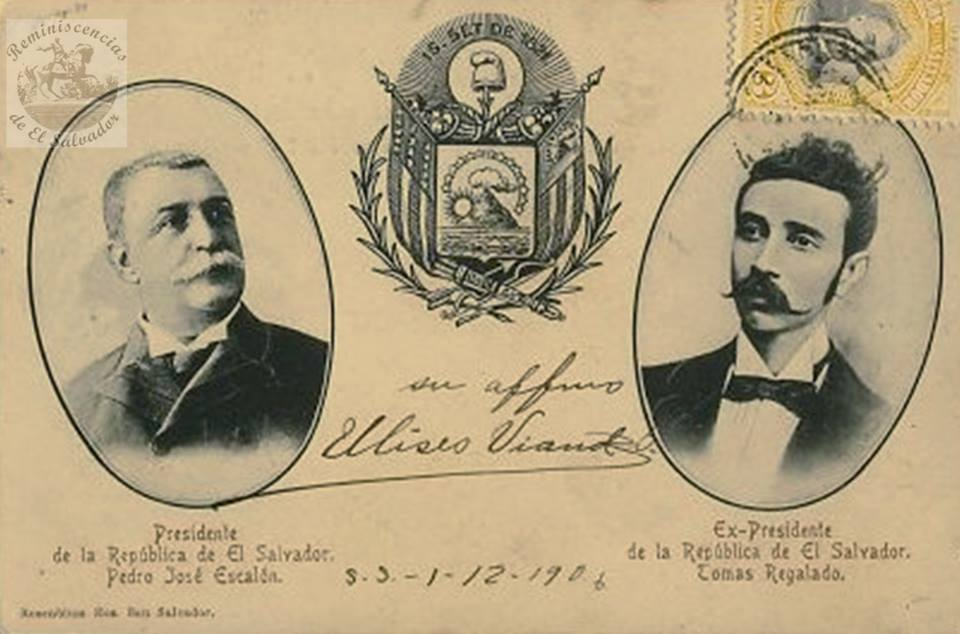
A partir de la presidencia de Regalado se inició un sistema de designación de presidentes comenzando con Pedro José Escalón, hasta llegar a Pío Romero Bosque.

A partir de la presidencia de Regalado se inició un sistema de designación de presidentes comenzando con Pedro José Escalón, hasta llegar a Pío Romero Bosque quien en 1930 permitió la primera elección presidencial libre con la cual ganó la presidencia de la república el Ing. Arturo Araujo.

### Principales logros del general Regalado

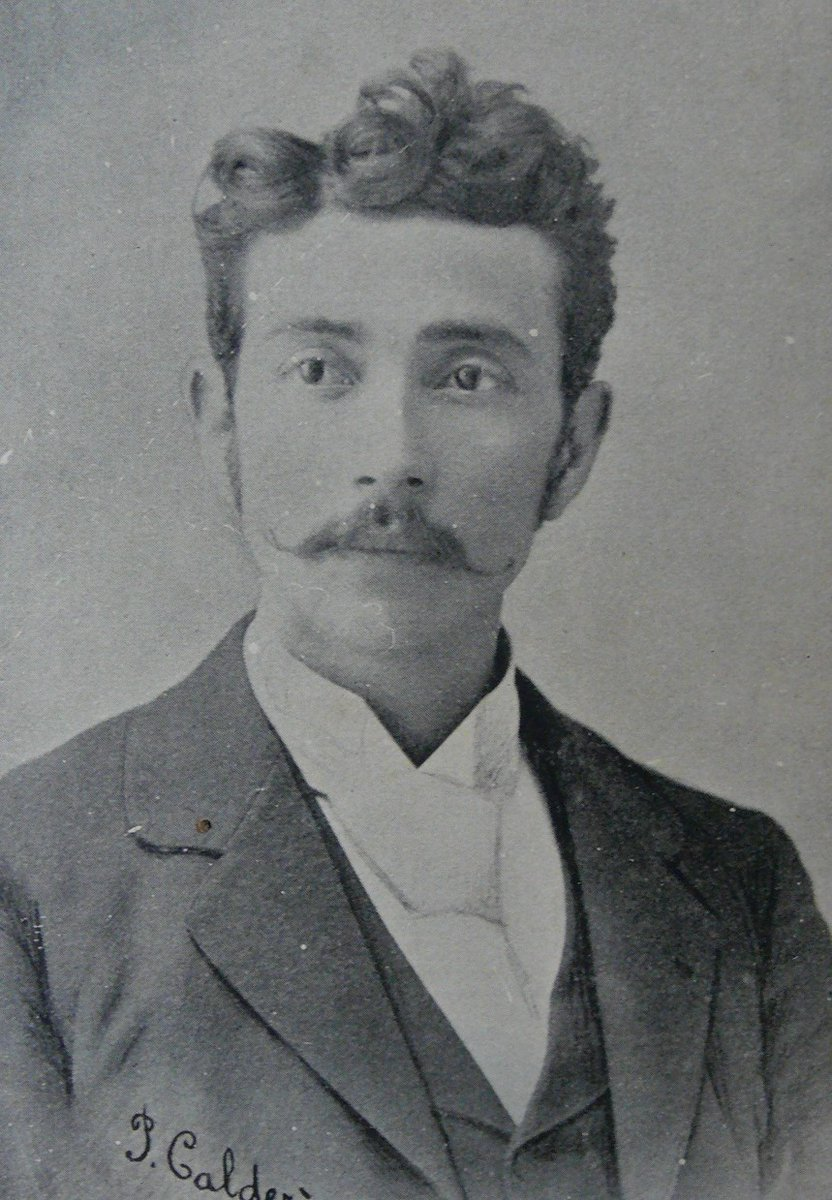
Tomás Regalado Romero. Regalado fue el último de una serie de presidentes que habían llegado al poder por la fuerza durante el siglo XIX. Su transferencia pacífica de poder a Pedro José escalón en 1903 permitió un grado de estabilidad política que persistió hasta los sucesos de 1931-32.

Los principales logros durante la administración del general Regalado, se pueden resumir en los siguientes:
- Crea la Junta Central de Agricultura, para que se dicasen sobre el mejoramiento de la agricultura nacional.[13]

- Crea el Consejo Superior de Salud Pública, bajo la dirección del doctor Tomás G. Palomo.[13]

- Emite un reglamento para el funcionamiento de hospitales públicos, a fin de que los recursos asignados se utilizaran fielmente.[53]

- Finaliza e inaugurando el Hospital Rosales, donado por el ciudadano y expresidente José Rosales, el 13 de junio de 1902.[53]

- Promueve para la creación de una escuela de agronomía y un laboratorio de química agrícola.[13]

- Gestiona la compra de un hermoso solar situado al sur del Parque Libertad donde se encuentra hoy el Teatro de Santa Ana.[13]

- Moderniza la escuela militar, formó el batallón especial de caballería y la policía montada rural.[13]

- Promueve la legislación sobre la regulación de los bancos de emisión, la creación del crédito hipotecario a través de un Banco Nacional.[54]

- Realizó una contrata para un muelle de hierro en el puerto de Acajutla.[54]

- Aprueba la creación del Instituto Nacional de Occidente y el Instituto Nacional de Oriente, apoya la creación de las escuelas de agronomía, de farmacia y de cirugía dental.[55]

Uno de sus mayores logros, al fin de su presidencia, fue que el país pagaba puntualmente su deuda, además del reconocimiento internacional de que los fondos públicos eran manejados con austeridad y honestidad.

## La presidencia de Pedro José Escalón

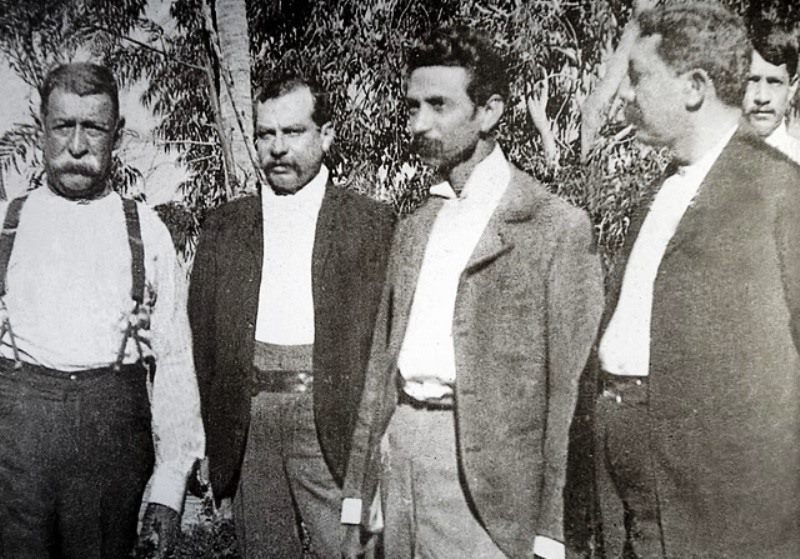
1903 El general Tomás Regalado Romero (1867-1906, tercero de izq. a der.) le entrega el Poder Ejecutivo al mandatario electo, el santaneco Pedro José Escalón (primero, a la izq.)

A pesar de las muchas voces, que pedían la reelección del general Regalado este prefirió no violentar la Constitución de 1886 que prohibía la reelección presidencial; muchos sonaban como candidatos presidenciales para 1903, pero el general dio su apoyo a su amigo el cafetalero don Pedro José Escalón.
Cuando Escalón tomó posesión del mando el 1 de marzo de 1903, Regalado regreso a su natal Santa Ana, a la cual llegó posteriormente parte del armamento militar salvadoreño, que desde el derrocamiento de Ezeta había sido devuelto a la capital. Regalado se había reservado el cargo de mayor general del Ejército, un cargo equivalente a comandante general de la Fuerza Armada, y aunque don Pedro era el presidente quien ejercía realmente el poder era el general Regalado; al igual que con la presidencia del general Gutiérrez, fue consultado seguidamente sobre asuntos de gran importancia por el presidente Escalón.
Por las calificaciones del Gran Jurado de la Exposición Nacional de El Salvador de 1904, en el 13 de septiembre de ese año, Tomás Regalado ganó el Gran Diploma de Honor en la categoría de cafés y cacao por sus muestras de café y el mismo premio en la categoría de productos derivados de la agricultura por su colección de ganado vacuno.

## La Guerra con Guatemala de 1906

### Ruptura con el presidente Escalón

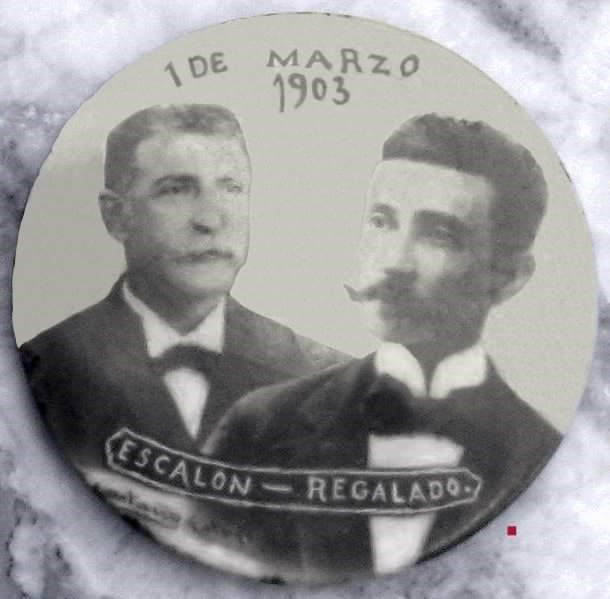
Chapa metálica conmemorativa de la toma de posesión presidencial de Pedro José Escalón y el general Tomás Regalado Romero, 1 de marzo de 1903.

Para 1906, Santa Ana se había convertido en el refugio de muchos exiliados guatemaltecos, los rumores sobre una invasión contra Manuel Estrada Cabrera, dirigida por el temido Cuto Regalado era un secreto a voces.
Durante este año se da una ruptura entre Regalado y Escalón, ya que este no se veía como simple depositario del poder; Escalón nombró nuevos ministros, sin consultarle al general, pero dicha crisis se agravó cuando Regalado le reclamo a Escalón por el pedido de armas que había verificado el gobierno.
El 4 de julio de 1906 son invitados al palacio arzobispal tanto el general Regalado como don Pedro Escalón, el general asiste puntualmente a la cita, pero es informado que don Pepe, como se conocía a don Pedro Escalón, había partido con destino a Santa Ana; su reacción, al conocer dicha noticia, fue la de sacar una pieza de artillería e hizo dos disparos contra las oficinas presidenciales.

### Los Combates

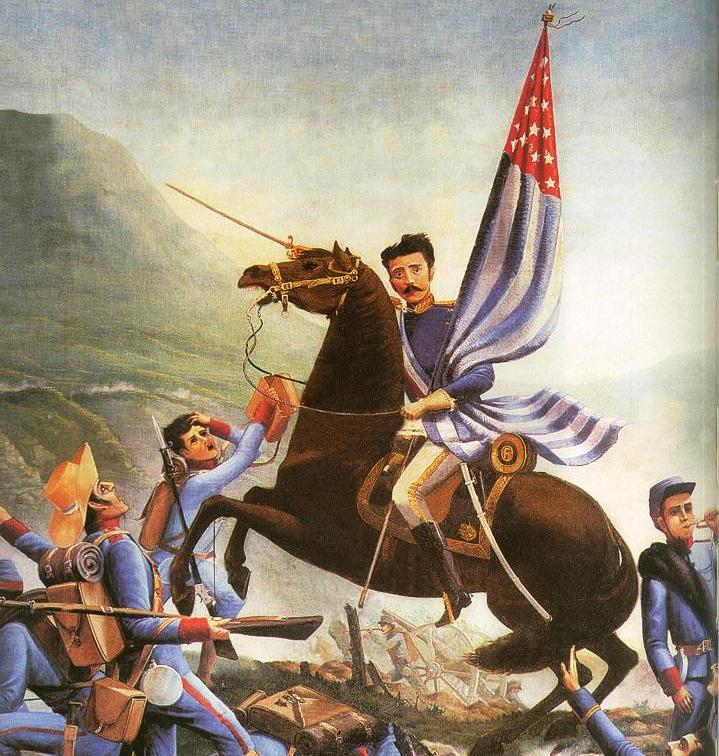
Regalado guiando las tropas en el asalto al cerro El Sillón. Fragmento de un cuadro anónimo al óleo.

Después de cañonear la casa presidencial y de conminar al vicepresidente don Calixto Velado para asumir la presidencia, partió rumbo a Santa Ana con una fuerte cantidad de pertrechos de guerra, y hombres; para el amanecer del día cinco había llegado Santa Ana. Para el día seis las tropas expedicionarias se encontraban en las explanadas del Campo de Marte de Santa Ana, y clamaban por “ir a pelear contra los chapines”.
La salida de las tropas fue fijada para el día siete, a las dos de la tarde un contingente de tres mil hombres al mando del general Regalado comenzó a salir de Santa Ana; otro importante contingente partiría el día siguiente; las tropas del general Regalado alcanzaron la frontera guatemalteca por la vía de Chalchuapa.
Los primeros combates se entablaron con pequeñas escaramuzas en los sitios de Monteverde, El Paxte y la laguna de Atescatempa; el día nueve se verificó un nutrido combate en las cercanías de Coatepeque, donde las armas salvadoreñas obtienen una contundente victoria, apoderándose del volcán El Chingo.

## Muerte

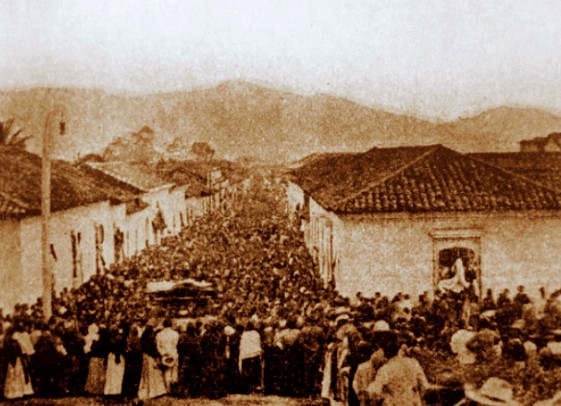
Entierro de Tomas Regalado

En la mañana del día 11 de julio, el general Regalado decide ir al frente; contra el consejo de sus asesores, decide avanzar hasta el sitio conocido como El Entrecijo cuando vio ondear la bandera guatemalteca en la cúspide del cerro El Sillón, y expreso a sus soldados: “¡Síganme! Nos reuniremos junto a la bandera”.
Regalado empezó a avanzar hacia la cumbre del cerro El Sillón, pretendía bajar la bandera guatemalteca y poner en su lugar la salvadoreña, cuando fue alcanzado por una ráfaga de nutrido fuego guatemalteco, Para defender la bandera  Guatemalteca. dicen que debió morir en el acto a consecuencia de por lo menos siete perforaciones de bala, una de ellas en la cara, y las demás en la caja toráxica y el abdomen. Su mula, La Venada, fue mortalmente herida. Su reloj de oro fue atravesado por una bala de siete milímetros, marcaba las once en punto.
Su cuerpo, capturado por el ejército guatemalteco, fue entregado a su madre doña Petrona y su esposa doña Concepción el 11 de agosto, arribando al puerto de Acajutla el 14 de ese mes, un tren especial esperaba para transportar al sarcófago del general hasta Santa Ana, al llegar el tren una multitud se había conglomerado en la estación.
El día 15 fueron abiertas las puertas de la casa de los Regalado, fue enterrado en Santa Ana, en el cementerio Santa Isabel, el día 18 de agosto.